# Опуво (аэропорт)
Аэропорт Опуво (ИАТА: OPW, ИКАО: FYOP) - это аэропорт, расположенный в городе Опуво, находящийся в области Кунене в Намибии.
Приводной радиомаяк Опуво (Идентификатор: OP) находится в 1 километре (0,62 мили) к западу от взлетно-посадочной полосы 03/21 в середине поля.

## Внешние ссылки
- OurAirports — FYOP Архивная копия от 10 мая 2017 на Wayback Machine
- OpenStreetMap — Opuwo Архивная копия от 21 марта 2021 на Wayback Machine
- Google Earth